# Теплоцентраль
Теплоцентра́ль — енергетичне підприємство, яке виробляє тільки тепло. До його складу входять котельні з паровими і/чи водогрійними котлами, теплообмінниками, які є джерелом теплопостачання. Виробництво електроенергії може здійснюватися тільки для власних потреб.
Місцеві теплоцентралі мають теплову потужність у діапазоні від 50 кВт до декількох МВт.